# Rowerowy Szlak Odry
Rowerowy Szlak Odry – ponadregionalny szlak rowerowy biegnący doliną Odry od miejsca w którym wpływa na terytorium Polski, do ujścia Warty. Szlak został utworzony w roku 2005 z inicjatywy Fundacji Ekologicznej „Zielona Akcja” z Legnicy. Pierwotnie szlak łączył jedynie Wrocław z Głogowem. Celem utworzenia szlaku była chęć ukazania turystom przyrodniczego i kulturowego dziedzictwa Doliny Odry.
Wspólnie z Szlakiem „Zielona Odra” i Międzynarodowym szlakiem rowerowym wokół Zalewu Szczecińskiego R-66 tworzą jedną trasę rowerową, którą można dojechać od czeskiego odcinka Odry do odcinka ujściowego do Bałtyku.

## Przebieg
Chałupki – Racibórz – Kędzierzyn-Koźle – Zdzieszowice – Krapkowice – Opole – Brzeg – Oława – Wrocław – Brzeg Dolny – Lubiąż – Prochowice – Ścinawa – Głogów – Bytom Odrzański – Nowa Sól – Bojadła – Krosno Odrzańskie – Kłopot – Słubice – Kostrzyn nad Odrą